# Sushant Singh Rajput
Sushant Singh Rajput (Patna, 21 januari 1986 - Mumbai, 14 juni 2020) was een Indiaas acteur die voornamelijk in Hindi films speelde.

## Biografie
Rajput begon zijn carrière met soapseries, maar ondanks het feit dat hij enorm populair was onder de kijkers besloot hij toch in 2011 te stoppen met televisie en een opleiding te gaan volgen voor het maken van films. In 2013 maakte hij zijn debuut als filmacteur met de film Kai Pho Che!, die een groot succes werd. Dit leidde ertoe dat hij veel aanbiedingen kreeg voor het spelen in andere films.
Het was niet alleen zijn wens om acteur te worden, maar hij had nog een vijftigtal andere wensen (een "bucketlist") die hij in vervulling wilde laten gaan, variërend van het bezit van een Lamborghini tot het leren van astrologie en het beschikbaar stellen van gratis opleidingen. Ondanks het feit dat er grote en dure wensen tussen stonden was Rajput een vrijgevig persoon, die zonder slag of stoot gaf aan goede doelen.
Ondanks dat alles nog zo mooi en rooskleurig uit zag pleegde Rajput op 14 juni 2020 zelfmoord. Hij werd in zijn slaapkamer opgehangen gevonden door zijn kok en vrienden. Er werd geen afscheidsbrief gevonden,  wel konden enkelen bevestigen dat hij al zes maanden worstelde met depressies. CBI in India is nog in onderzoek over de oorzaak van zijn dood.
Rajput is voor het laatst te zien geweest in de film Dil Bechara, die niet in de bioscoop kon verschijnen door de COVID-19-pandemie en in première ging op Disney+ Hotstar op 24 juli 2020.

## Filmografie
| Jaar      | Film                         | Rol                       |
| --------- | ---------------------------- | ------------------------- |
| 2013      | Kai Po Che!                  | Ishaan Bhatt              |
| 2013      | Shuddh Desi Romance          | Raghu Ram                 |
| 2014      | PK                           | Sarfaraz Yousuf           |
| 2015      | Detective Byomkesh Bakshy!   | Detective Byomkesh Bakshy |
| 2016      | M.S. Dhoni: The Untold Story | Mahendra Singh Dhoni      |
| 2017      | Raabta                       | Jilaan/Shiv Kakkar        |
| 2018      | Welcome to New York          | zichzelf                  |
| Kedarnath | Mansoor Khan                 |                           |
| 2019      | Sonchiriya                   | Lakhan Singh              |
| 2019      | Chhichhore                   | Aniruddh Pathak           |
| 2019      | Drive                        | Samar                     |
| 2020      | Dil Bechara                  | Manny                     |